# Alex (labdarúgó)
Alex Rodrigo Dias da Costa, közismertebb nevén Alex (Brazília, Niterói, 1982. június 17. –) profi brazil labdarúgó. Alex hátvéd. 2004-ben igazolt a Chelsea-hez  a Premier League-be. 2007 nyarán tért vissza a holland PSV Eindhoventől hároméves kölcsönszerződés után. A PSV-nél beceneve „Tank” volt.
Majd visszatért a Chelseahoz és Ricardo Carvalho gyakori sérülései miatt újra kezdő lett, kiszorítva két nagyszerű játékost Juliano Bellettit és Branislav Ivanović-ot.

## Pályafutása

### Santos
Alex karrierjét a brazil Santosban kezdte, ahol 2002-ben debütált. A Chelsea 2004-ben igazolta le Piet de Visser ajánlására, de munkavállalási problémák miatt kölcsönadták a PSV Eindhovennek.

### PSV Eindhoven
Alex 2 évre írta alá a kölcsönszerződést a holland klubnál, a Chelsea pedig egymillió eurót kapott. Három szezonban játszott a PSV-nél, addig a 4-es számú mezt viselte. A 2004–05-ös szezonban bajnokságot és holland kupát nyert a klubbal.

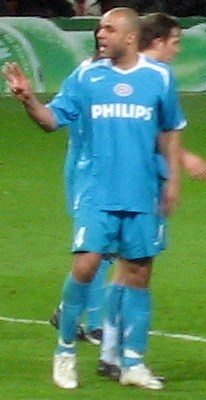
Alex a PSV-nél

A Bajnokok Ligájában is kulcsjátékosa volt a PSV-nek, akik az elődöntő során búcsúztak az AC Milannal szemben, az addig vezető úton pedig az AS Monaco és az Olympique Lyon csapatait búcsúztatták.
A 2005–06-os szezonra egyesülete nem hívta vissza, ezért maradt Hollandiában. Második szezonjában ismét bajnoki címhez segítette csapatát, akárcsak a 2006–07-es szezonban. A Bajnokok Ligája nyolcaddöntőjének visszavágóját öngólt szerzett az Arsenal ellen a második félidőben, majd jóvátette hibáját, mikor az Arsenal hálójába is betalált. A PSV továbbjutott, azonban Alex sérülés miatt nem játszhatott a negyeddöntőben a Liverpool ellen. A csapatban összesen 84 mérkőzésen lépett pályára.

### Chelsea

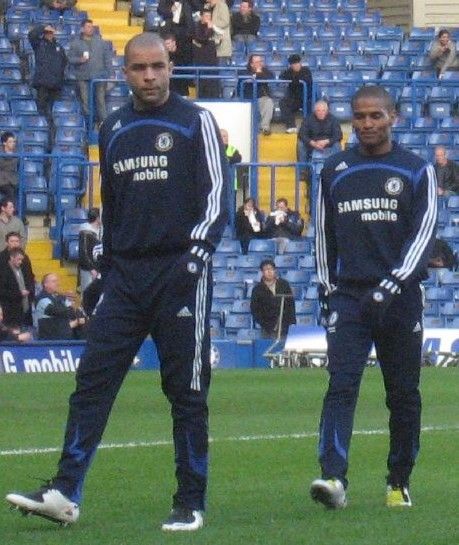
Alex (balra) csapattársával, Florent Maloudával.

Alex 2007. augusztus 2-án megkapta a munkavállalási engedélyét, és aláírta hároméves szerződését a Chelsea-nél. Angol klubjában belső védőt játszik John Terry, Ricardo Carvalho és az izraeli Tal Ben-Háim mellett. José Mourinho a 33-as mezszámot adta neki. A Premiershipben 2007. augusztus 19-én a Liverpool ellen Florent Malouda cseréjeként mutatkozott be, első gólját október 20-án szerezte a Middlesbrough ellen egy szabadrúgásból. Második gólját szintén szabadrúgásból szerezte november 28-án egy Bajnokok Ligája mérkőzésen a Rosenborg ellen. A bajnokságban az Aston Villa ellen volt ismét eredményes.

### Paris Saint-Germain
2012. január 27-én 4,2 millió fontért eligazolt.Azzal indokolta eligazolását, mert André Villas-Boas nem adott neki rendes játékidőt.

### AC Milan
2014 nyarán a Milanhoz igazolt. Már az első mérkőzésen lehetőséget kapott Lazio ellen ami 3-1 lett a Milannak. Azon a meccsen kívül is sok meccsen volt pályán de sérüléssel is bajlódott.

## Pályafutása a válogatottban
Alex 2003. augusztus 17-én debütált a brazil labdarúgó-válogatottban Mexikó ellen. Tagja volt a 2007-es Copa América-győztes csapatnak, akik a döntőben 3–0-ra győzték le a rivális Argentínát.

## Statisztikák
| Szezon   | Klub     | Ország   | Bajnokság                     | Mérkőzések       | Gólok |
| -------- | -------- | -------- | ----------------------------- | ---------------- | ----- |
| 2002     | Santos   | BRA      | Campeonato Brasileiro Série A | 24               | 3     |
| 2003     | Santos   | BRA      | Campeonato Brasileiro Série A | 34               | 9     |
| 2004     | Santos   | BRA      | Campeonato Brasileiro Série A | 4                | 0     |
| 2004–05  | PSV      | NED      | Eredivisie                    | 27               | 3     |
| 2005–06  | PSV      | NED      | Eredivisie                    | 28               | 2     |
| 2006–07  | PSV      | NED      | Eredivisie                    | 19               | 4     |
| 2007–08  | Chelsea  | ENG      | Premier League                | 11 (3 csereként) | 3     |
| Összesen | Összesen | Összesen | Összesen                      | 144              | 24    |